# Duarte (Califòrnia)
Duarte és una ciutat dels Estats Units a l'estat de Califòrnia. Segons el cens del 2000 tenia 21.486 habitants.

## Demografia
Segons el cens del 2000, Duarte tenia 21.486 habitants, 6.635 habitatges, i 4.889 famílies. La densitat de població era de 1.241,9 habitants/km².
Dels 6.635 habitatges en un 38,9% hi vivien nens de menys de 18 anys, en un 54,8% hi vivien parelles casades, en un 13,6% dones solteres, i en un 26,3% no eren unitats familiars. En el 21,5% dels habitatges hi vivien persones soles el 9,4% de les quals corresponia a persones de 65 anys o més que vivien soles. El nombre mitjà de persones vivint en cada habitatge era de 3,16 i el nombre mitjà de persones que vivien en cada família era de 3,7.
Per edats la població es repartia de la següent manera: un 28,2% tenia menys de 18 anys, un 8,5% entre 18 i 24, un 29,6% entre 25 i 44, un 21,8% de 45 a 60 i un 11,9% 65 anys o més.
L'edat mediana era de 34 anys. Per cada 100 dones de 18 o més anys hi havia 85,8 homes.
La renda mediana per habitatge era de 50.744 $ i la renda mediana per família de 56.556 $. Els homes tenien una renda mediana de 39.812 $ mentre que les dones 33.045 $. La renda per capita de la població era de 19.648 $. Entorn del 8,4% de les famílies i l'11,3% de la població estaven per davall del llindar de pobresa.

## Poblacions més properes
El següent diagrama mostra les poblacions més properes.